# Elaeagnus henryi
Elaeagnus henryi là một loài thực vật có hoa trong họ Elaeagnaceae. Loài này được Warb. ex Diels mô tả khoa học đầu tiên năm 1900.